# Hôtel de la Monnaie (Nancy)
Pour les articles homonymes, voir Hôtel de la Monnaie.
L'hôtel de la Monnaie est un ancien atelier monétaire de Nancy, il fut construit par l'architecte Germain Boffrand, entre 1721 et 1725. Il abrite aujourd'hui les archives départementales de Meurthe-et-Moselle.

## Situation
L'hôtel de la Monnaie est situé rue de la Monnaie, au sein de la Ville-vieille de Nancy, entre la rue d'Amerval et la rue Gustave-Simon, l'impasse du Bon-Pays donnant accès à la cour intérieure.

## Historique de l'emplacement de l'Hôtel
Peu de temps après la création de Nancy au XIe siècle, le lieu fut occupé par un édifice privé d'un receveur.
Par la suite, il connut plusieurs modifications : en 1473, l'édifice est racheté par le duc de Lorraine pour y faire un entrepôt à grains et farine.
En 1537, le duc de Lorraine y installe un atelier monétaire, puis l'ancien bâtiment est détruit en 1721 pour faire place au nouvel atelier monétaire plus vaste, édifié par Germain Boffrand entre 1721 et 1725.
Il perdit sa fonction au XIXe siècle pour y recevoir les archives départementales de Meurthe-et-Moselle jusqu'en 2021. Depuis novembre 2021, les Archives départementales sont installées dans le Centre des mémoires Michel-Dinet.

## Classement
La porte d'entrée, vantaux et imposte compris, a été inscrite aux monuments historiques par un arrêté du 12 avril 1944.

## Archives départementales de Meurthe-et-Moselle
Les archives départementales de Meurthe-et-Moselle, abritées par l'hôtel de la Monnaie à Nancy, sont exceptionnellement riches. En effet, elles réunissent notamment la majeure partie des archives des ducs de Lorraine (notamment le Trésor des Chartes de Lorraine), dont Nancy était la capitale, à l'exception d'une partie des fonds transportés à Vienne par François III de Lorraine, et de certains fonds ducaux conservés aux Archives nationales à Paris.

## Galerie

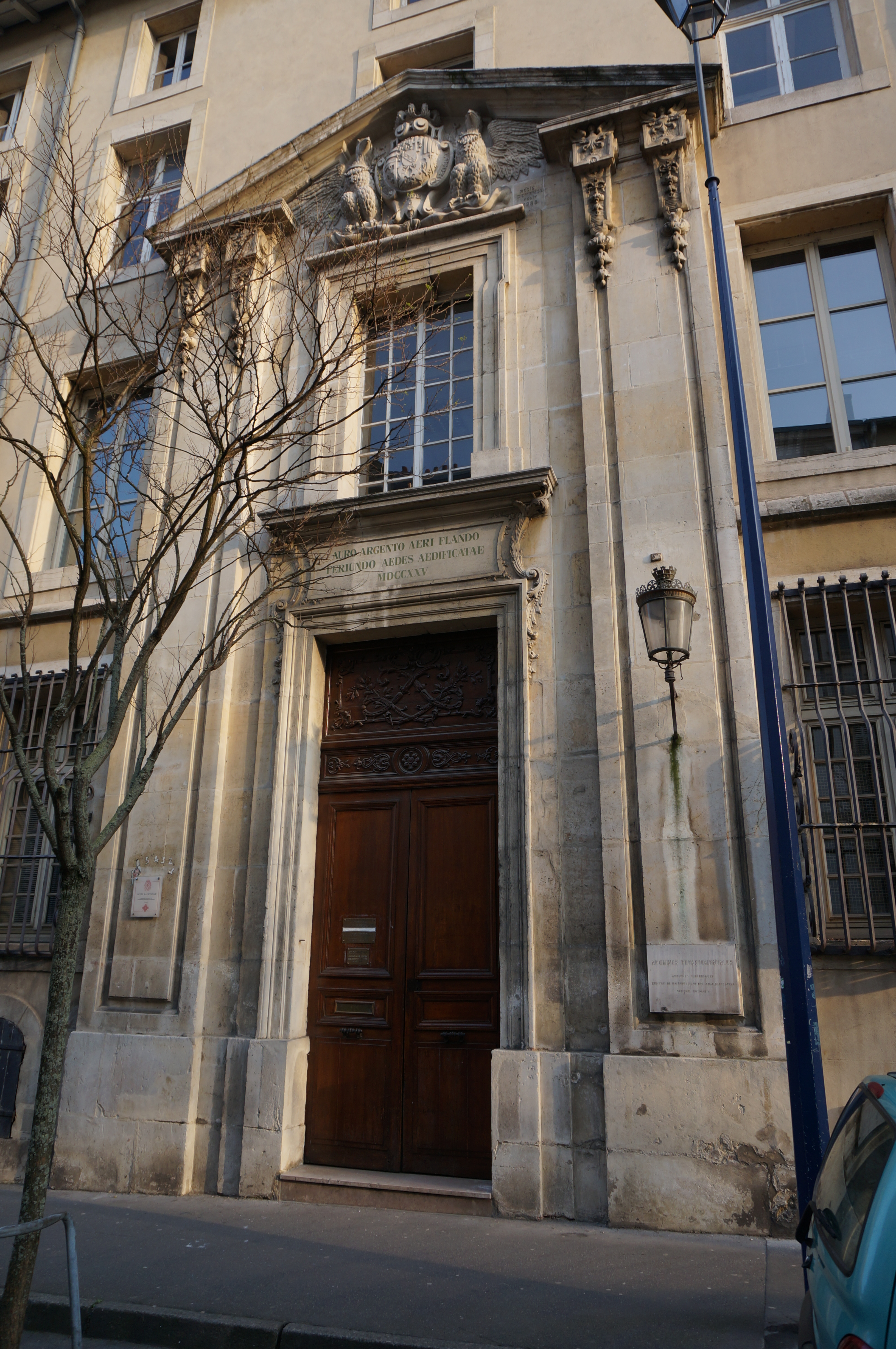
La grande porte sur la rue de la Monnaie.
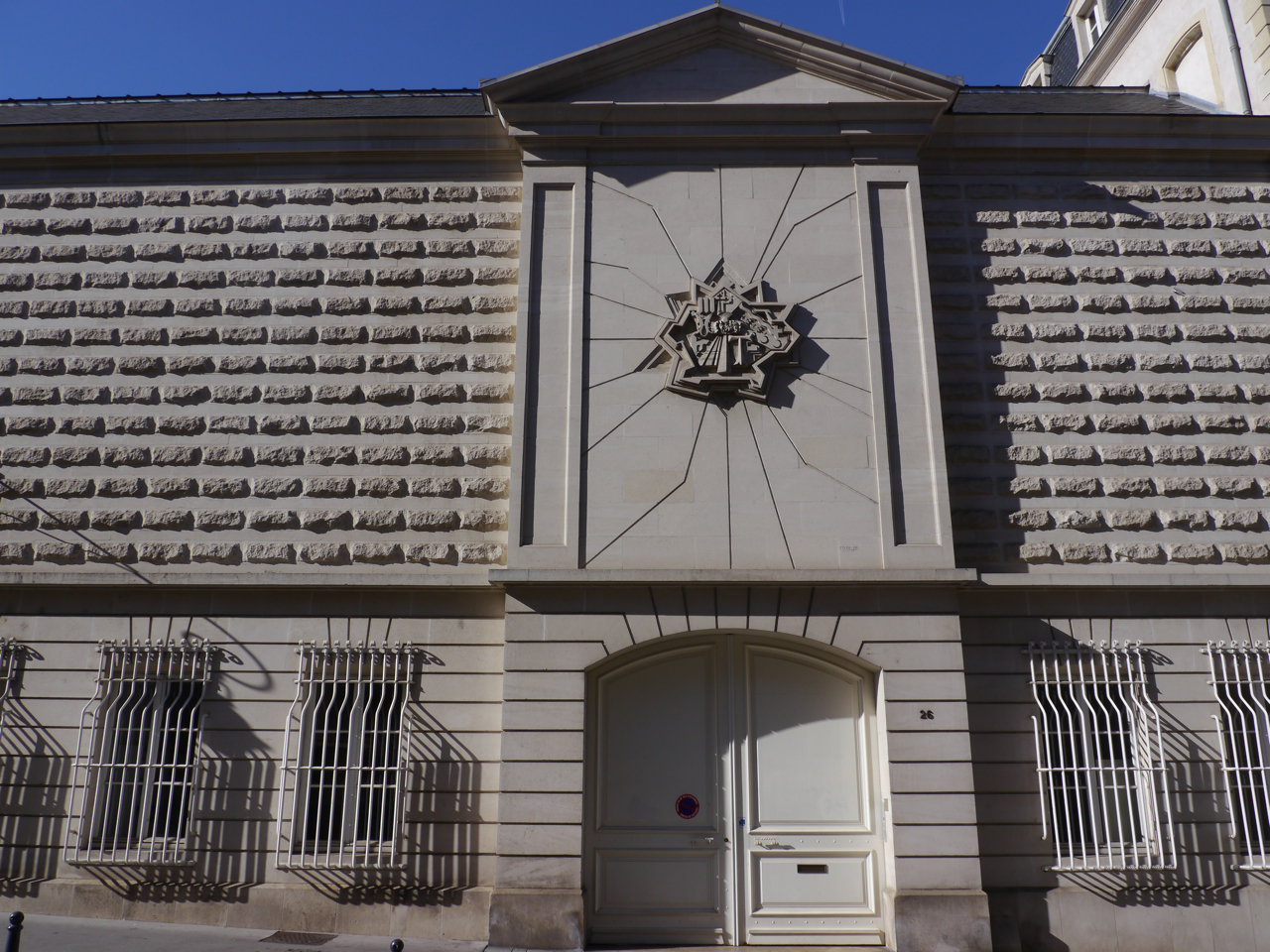
Façade de la rue Gustave-Simon.
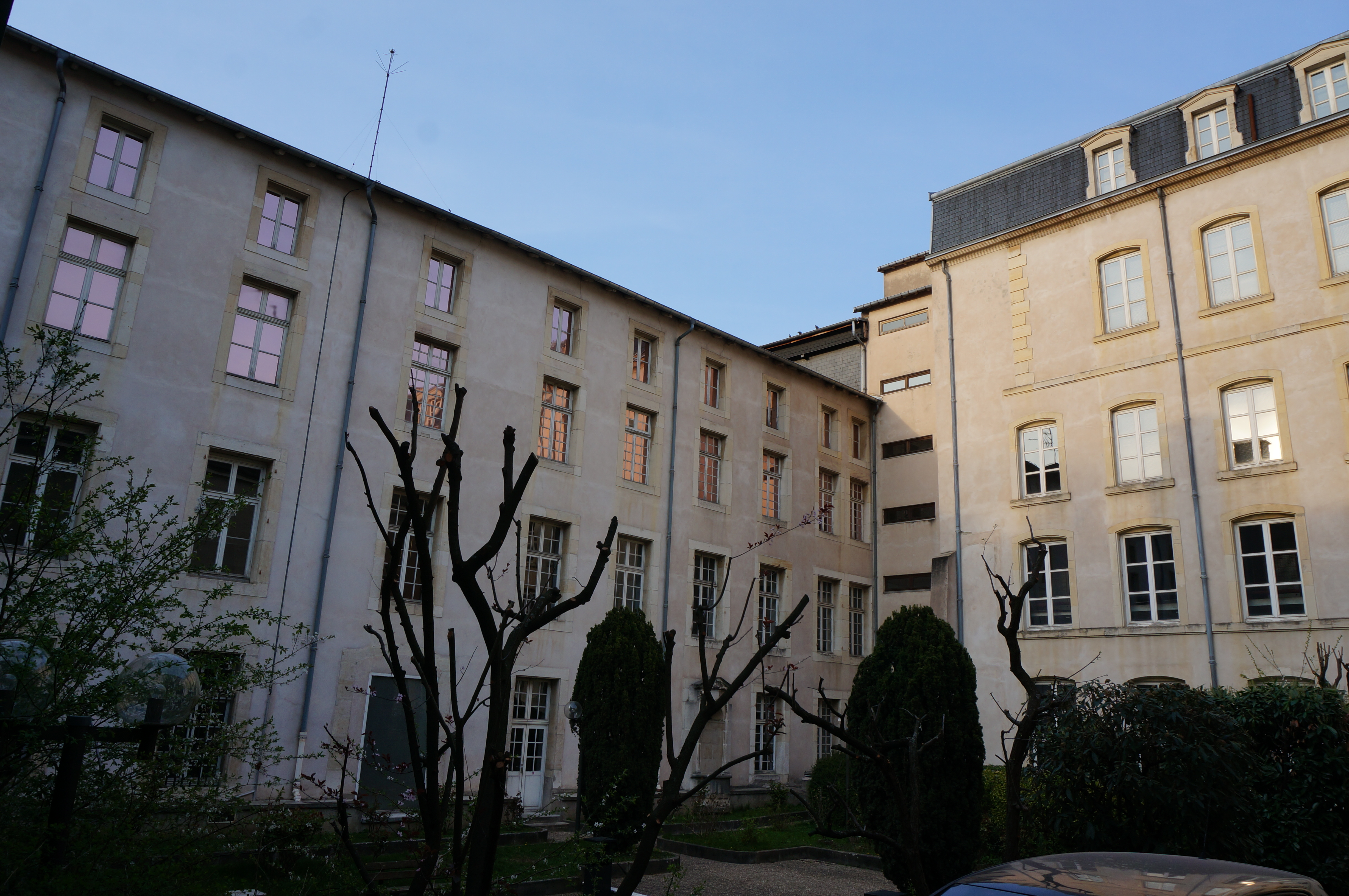
La cour, le puits par l'impasse du Bon-Pays.